# Masternaut
Masternaut est une entreprise française spécialisée dans les services de géolocalisation et de télématique embarquée.

## Historique
Créée en 1996 sous le nom de SDM, Masternaut prend son nom actuel en 2001. Masternaut devient le leader de la géolocalisation professionnelle et des services de télématique embarquée.
En 2004, Masternaut devient filiale de la Société des autoroutes du nord et de l'est de la France (SANEF) afin de renforcer sa croissance.
Masternaut rachète plusieurs sociétés (Mobiloc, Softrack, Thalès Telematics et Webraska Navigation) et diversifie son offre. En 2008, Masternaut fait l'acquisition de la branche télématique et gestion de flottes de NSI afin de développer et d'optimiser des offres utilisant le bus CAN des véhicules.
Le 25 mars 2009, la société Hub télécom acquiert Masternaut,.
Le 1er décembre 2009, Hub télécom annonce que Masternaut International, holding de tête de Masternaut, leader européen des services géolocalisés, vient de procéder à l’acquisition de son distributeur au Royaume-Uni et en Irlande, la société Masternaut Three X.
En avril 2011, Masternaut fusionne avec Cybit, son concurrent britannique, qui lui apporte une base installée de 60 000 véhicules, et une forte présence géographique sur les marchés anglais, allemand et scandinave. Le nouvel ensemble, qui conserve le nom de Masternaut, est détenu par le fonds d’investissement Francisco Partners, un acteur mondial sur le secteur des technologies de l’information.
En avril 2015, Masternaut a été racheté par Fleetcor et la société d'investissement Summit  Partners  
En mai 2019, Masternaut a été racheté par le groupe Michelin.  

## Produit
- Systèmes embarqués : géolocalisation, aide au conducteur, remontées d'informations véhicule, logiciels embarqués.
- Services cartographiques et navigation GPS.
- Lectures des informations véhicules : lecture du bus CAN sans contact brevetée.
- Solutions sur mesure adaptées.